# Apoclea parvula
Apoclea parvula är en tvåvingeart som beskrevs av Theodor 1980. Apoclea parvula ingår i släktet Apoclea och familjen rovflugor.
Artens utbredningsområde är Israel. Inga underarter finns listade i Catalogue of Life.